# Twisted nematic

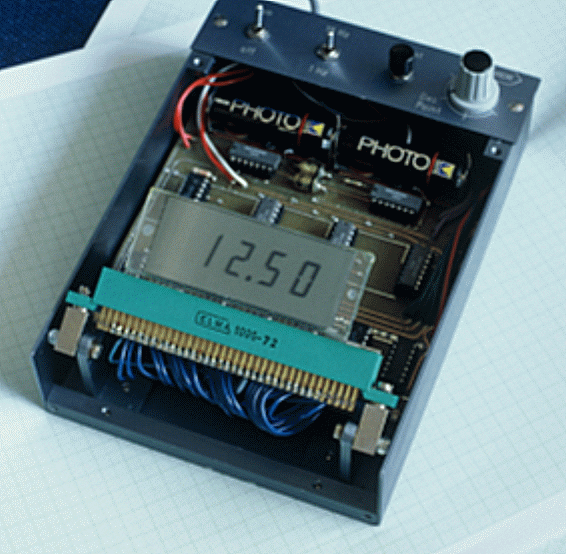
Rellotge amb un prototip de pantalla LCD primitiva, basada en l'efecte de camp twisted nematic

L'efecte twisted nematic (efecte TN) té lloc a les pantalles LCD "TN", la principal característica de les quals són les seves cel·les cel·les NK, l'operació sense flux de corrent i l'ús d'una baixa tensió la polarització, que permet utilitzar-lo amb bateries poc potents.
A diferència de les pantalles basades en la dinàmica de dispersió primitiva, fa ús de cristalls líquids en fase nemàtica. Les cel·les TN no necessiten un corrent elèctric actual per funcionar, o d'una tensió elèctrica de les funcions importants. Per aquesta raó l'efecte nemàtic és la base de les pantalles TN alfanumèriques que proporcionen un contrast acceptable amb un voltatge de control baix, per la qual cosa es pot utilitzar en molts dispositius portàtils (calculadores, rellotges, etc.)
Les cel·les NK són el principal avenç tecnològic que van fer possible les pantalles LCD.

## Història
El descobriment de l'efecte  nemàtic  en cristalls líquids s'atribueix generalment a James Fergason el 1970 en els laboratoris de l'International Liquid Xtal Company a Kent (Ohio Estats Units). Fergason va patentar el seu invent gairebé simultàniament amb el Laboratori Central d'Investigació de Hoffmann-La Roche a Suïssa (la U. S. Pat No. 3.731.986 es va presentar el 22 d'abril de 1971, la Patent Suïssa Nº 532 261 el 4 de desembre de 1970). Es va dur a terme un assaig per decidir la composició de la Patent de Fergason i aquest va vendre la seva patent per 1 milió US$, la meitat en taxes dels Estats Units i un petit percentatge de drets d'autor internacionals.

### Batalla de patents
En aquest moment, Brown, Boveri & Cie (BBC) també treballava amb els dispositius com a part d'un acord previ d'investigació mèdica conjunta amb Hoffmann-LaRoche. La BBC va demostrar el seu treball a un físic dels Estats Units que es va associar amb James Fergason, un expert en cristalls líquids en els Westinghouse Research Laboratories. Fergason va estar treballant en l'efecte TN per a les pantalles, havent format ILIXCO per comercialitzar desenvolupaments de la investigació que es realitzava juntament amb Sardari Arora i Alfred Saupe al Liquid Crystal Institute de la Universitat Estatal de Kent.
Quan la notícia de la manifestació va arribar a Hoffmann-LaRoche, Helfrich i Schadt immediatament van empènyer una patent, que va ser presentada el 4 de desembre de 1970. Els seus resultats formals es van publicar a Applied Physics Letters el 15 de febrer de 1971. Per demostrar la viabilitat del nou efecte per a les pantalles, Schadt va fabricar un panell de pantalla de 4 dígits el 1972.
Fergason va publicar una patent similar als Estats Units el 9 de febrer de 1971 o el 22 d'abril de 1971. Això va ser dos mesos després de la patent suïssa que es va presentar i va establir un enfrontament legal de tres anys que es va liquidar tribunal Al final, totes les parts van rebre una part del que es convertirien en milions de dòlars en drets d'autor.

## Principi de funcionament
La tecnologia twisted nematic va ser la principal innovació en el desenvolupament de pantalles LCD Pantalla de cristall líquid, una invenció i patent registrada sobre l'efecte de camp nemàtic trenat, per part de M. Schadt i W. Helfrich el 1970. L'efecte TN, desenvolupat en els laboratoris de Hoffmann-La Roche va ser una revolució en la tecnologia de pantalla plana. A diferència de les pantalles LED i altres pantalles amb dinàmica de dispersió, basades en el control de l'efecte de la lluminositat, el twisted nematic es basa a controlar amb precisió la reestructuració de les molècules de cristall líquid entre les diferents configuracions moleculars sota l'efecte d'un camp elèctric.Això es fa majoritàriament sense consum d'energia i a baixos voltatges d'operació. Aquest efecte requereix que els cristalls líquids "girin" en l'estat "apagat".

### Composició d'una pantalla LCD-TN

Pantalla de cristall líquid Twisted nematic (TN).
1. Film de filtre vertical per polaritzar la llum que entra.
2. Substrat de vidre amb elèctrodes d'Òxid d'Indi ITO. Les formes dels elèctrodes determinen les formes negres que apareixen quan la pantalla s'encén i s'apaga. Les vores verticals de la superfície són suaus.
3. Cristalls líquids "Twisted nematic" (TN).
4. Substrat de vidre amb film d'elèctrode comú (ITO) amb les vores horitzontals per alinear-se amb el filtre horitzontal.
5. Film de filtre horitzontal per bloquejar/permetre el pas de la llum.
6. Superfície reflectant per tornar enviar la llum a l'observador. En un LCD retroil·luminat, aquesta capa és reemplaçada per una font lluminosa.

### Estats de commutació.
| Apagat | Encès |
| --- | --- |
| La llum L passa a través de P2, que és una làmina polaritzada perpendicular a P1, filtrant prop de la meitat d'aquesta. Després continua pel cristall G per així arribar a l'elèctrode I2. | La llum L passa a través de P2, la qual és una làmina polaritzada perpendicular a P1, filtrant prop de la meitat d'aquesta. Després continua pel cristall G per així arribar a l'elèctrode I2.                                                             |
| En no tenir tensió entre els elèctrodes I2 i I1, el cristall líquid LC gira 90° gràcies a les capes d'alineació (no mostrades) presents en aquests elèctrodes .                            | En ser aplicada una tensió V entre els elèctrodes I2 i I1, el cristall líquid LC s'alinea amb el flux elèctric, trencant l'alineació en 90° al que originalment posseïa.                                                                                   |
| La llum passa completament pel polaritzador P1, gràcies a la rotació abans realitzada, permetent seguir el seu camí.                                                                       | La llum que passa pel polaritzador P1 és gairebé nul·la, la qual varia d'acord amb el voltatge aplicat a LC, sent necessari al voltant d'1 Volt per completar l'alineació. Atès que pel cristall no flueix corrent, l'energia necessària és bastant baixa. |
| Finalment, la llum que creua el polaritzador forma la imatge I, la qual llueix de forma transparent a L en el seu estat inicial.                                                           | Donada la menyspreable quantitat de llum que passa per P1, la imatge I queda fosca. |